# Sers
|  | Per a altres significats, vegeu «Sers (Charente)». |

Sers és un municipi francès al departament dels Alts Pirineus (regió d'Occitània).

## Demografia
| 1962                                       | 1968 | 1975 | 1982 | 1990 | 1999 | 2007 |
| ------------------------------------------ | ---- | ---- | ---- | ---- | ---- | ---- |
| 122                                        | 139  | 122  | 125  | 104  | 102  | 92   |
| Des de 1962: població sense dobles comptes |      |      |      |      |      |      |

## Administració
| Període | Identitat          | Partit |
| ------- | ------------------ | ------ |
| 2001-   | Jean-Louis Noguere |        |